# راگودش
راگودش (به صربی: Ragodeš) یک منطقهٔ مسکونی در صربستان است که در پیروت واقع شده‌است. راگودش ۲۳۴ نفر جمعیت دارد.